# Lucens
Lucens (hist. Lobsingen, Losingen) – miejscowość i gmina (commune) w zachodniej Szwajcarii, w kantonie Vaud, w okręgu (district) Broye-Vully. Leży nad rzeką Broye. 1 lipca 2011 do gminy przyłączono gminę Oulens-sur-Lucens, a 1 stycznia 2017 gminy Brenles, Chesalles-sur-Moudon, Cremin, Forel-sur-Lucens i Sarzens.
Znajduje się tutaj muzeum Sherlocka Holmesa. W pobliżu gminy znajduje się również nieczynna elektrownia jądrowa.

## Demografia
W Lucens mieszka 4414 osób. W 2022 roku 38,4% populacji gminy stanowiły osoby urodzone poza Szwajcarią. 

## Transport
Przez teren gminy przebiega droga główna nr 1.